# Oyndarfjørður
Az Oyndarfjørður (dánul: Andefjord) egy fjord Feröer Eysturoy nevű szigetén.

## Földrajz
A fjord a sziget keleti partján található, és lényegesen rövidebb, mint a tőle északra található Fuglafjørður.
Az északnyugati partján fekszik Oyndarfjørður, a délin pedig Hellur.

## Fordítás
- Ez a szócikk részben vagy egészben az Oyndarfjørður (fjord) című norvég Wikipédia-szócikk ezen változatának fordításán alapul.  Az eredeti cikk szerkesztőit annak laptörténete sorolja fel. Ez a jelzés csupán a megfogalmazás eredetét és a szerzői jogokat jelzi, nem szolgál a cikkben szereplő információk forrásmegjelöléseként.